# کورتنی رومبولت
کورتنی رومبولت (انگلیسی: Courtney Rumbolt؛ زادهٔ ۲۶ ژوئیهٔ ۱۹۶۹) ورزشکار بابسلد اهل بریتانیا است.
وی در مسابقات کشوری و بین‌المللی در مجموع برندهٔ ۲ مدال برنز شده‌است.